# Синодик цара Борила
Борѝлов синодик (буг. Борѝлов синодик) је био средњовековно бугарско књижевно дело с почетка 13. века. Представља један од најзначајнијих извора за историју Другог бугарског царства. Борилов синодик је 3. новембра 2017. године уврштен у Међународни регистар УНЕСКА "Памћење света".

## Настанак и допуна
Борилов синодик сачињен је поводом сабора против богумила, који је 1211. године сазвао цар Борил. Затим је, по царевом наређењу, грчки синодик из 843. године, који је садржао канонске прописе и анатеме против разних старијих јереси распрострањених у Византији, преведен на бугарски језик. Преводу је додато посебно поглавље у којем се разоткривају и осуђују ставови богумила. 
Борилов синодик је касније допуњен извештајем о обнови Трновске патријаршије 1235. године и са помеником бугарским царевима, царицама, патријарсима, митрополитима и бољарима. Након пада Трнова под османску власт (1393), текст синодика је пренет и распрострањен у Србију, Молдавију, Русију, где су по његовом узору састављани локални синодици. 

## Преписи
Најранији сачувани примерак Синодика потиче из касног 14. века. Пронашао га је у Трнову Николај Палаузов. Данас се чува у Народној библиотеци "Светог Кирила и Методија" под бројем 289. Неки текстови у Палаузовом препису Синодика праћени су нотарским забелешкама. 
Други сачувани примерак потиче из 16. века. Открио га је бугарски историчар Марин Дринов. Чува се у Националној библиотеци Софије под бројем 432. 